# Ronnie Specter
Ronnie Specter ist eine Maskenbildnerin.

## Leben
Specter begann ihre Karriere im Filmstab 1984 bei der Horrorkomödie Ghoulies von Regisseur Luca Bercovici. 1989 arbeitete sie bei Die fabelhaften Baker Boys erstmals mit Michelle Pfeiffer. Daraus entstand eine langjährige Zusammenarbeit; bis 2017 war Specter an 22 Film- und Fernsehproduktionen als persönliche Maskenbildnerin für Pfeiffer tätig. Mehr als ein Dutzend Mal betreute sie auch das Make-up von Kim Basinger. Sie arbeitete unter so renommierten Regisseuren wie Tim Burton, Martin Scorsese, Robert Zemeckis und Blake Edwards. 1993 war Specter für Tim Burtons Superheldenfilm Batmans Rückkehr zusammen mit Ve Neill und Stan Winston für den Oscar in der Kategorie Bestes Make-up und beste Frisuren nominiert, die Auszeichnung ging in diesem Jahr jedoch an Francis Ford Coppolas Vampirfilm Bram Stoker’s Dracula.
Specter war neben ihren Filmengagements auch für das Fernsehen tätig, darunter die Serien Saving Grace und Mistresses. Für ihr Wirken am Fernsehfilm Armes reiches Mädchen – Die Geschichte der Barbara Hutton wurde sie 1988 mit einem Primetime Emmy ausgezeichnet.

## Filmografie (Auswahl)
- 1985: House – Das Horrorhaus (House)
- 1988: D.O.A. – Bei Ankunft Mord (D.O.A.)
- 1989: Die fabelhaften Baker Boys (The Fabulous Baker Boys)
- 1991: Switch – Die Frau im Manne (Switch)
- 1992: Batmans Rückkehr (Batman Returns)
- 1993: Zeit der Unschuld (The Age of Innocence)
- 1994: Shadow und der Fluch des Khan (The Shadow)
- 1996: Aus nächster Nähe (Up Close & Personal)
- 1997: Air Force One
- 1999: Eve und der letzte Gentleman (Blast from the Past)
- 2000: Cast Away – Verschollen (Cast Away)
- 2000: Ich träumte von Afrika (I Dreamed of Africa)
- 2002: 8 Mile
- 2004: Final Call – Wenn er auflegt, muss sie sterben (Cellular)
- 2007: Hairspray
- 2008: Männer sind Schweine (My Best Friend’s Girl)
- 2010: The Kids Are All Right
- 2012: Dark Shadows
- 2014: Um jeden Preis (I Am Here)
- 2017: The Wizard of Lies – Das Lügengenie (The Wizard of Lies)

## Auszeichnungen (Auswahl)
- 1993: Oscar-Nominierung in der Kategorie Bestes Make-up und beste Frisuren für Batmans Rückkehr